# Martella gandu
Martella gandu är en spindelart som beskrevs av Galiano 1996. Martella gandu ingår i släktet Martella och familjen hoppspindlar. Inga underarter finns listade i Catalogue of Life.